# پنج‌دری

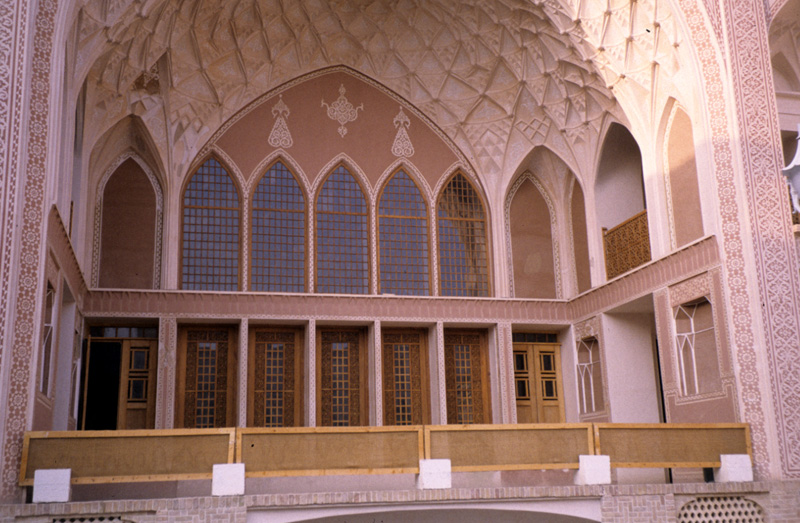
نمونه‌ای از یک پنج‌دری در خانه عامری‌ها کاشان.

پنج‌دری یکی از عناصر سنتی معماری ایرانی است. پنج‌دری به طور معمول یک اتاق بزرگ است که در واقع همان تالار اصلی خانه محسوب می‌شود و اغلب اوقات رو به ایوان بزرگی است که پنج پنجره به هم‌پیوسته برای آن در نظر گرفته شده‌است.
در معماری نوین پنج‌دری به اتاق نشیمن گفته می‌شود. با این‌حال خانه‌های سنتی اصیل ایرانی بسیار بزرگ بوده و با تعداد زیادی اتاق ساخته می‌شده که پنج‌دری اتاق اصلی خانه محسوب می‌شده است.

## نگارخانه

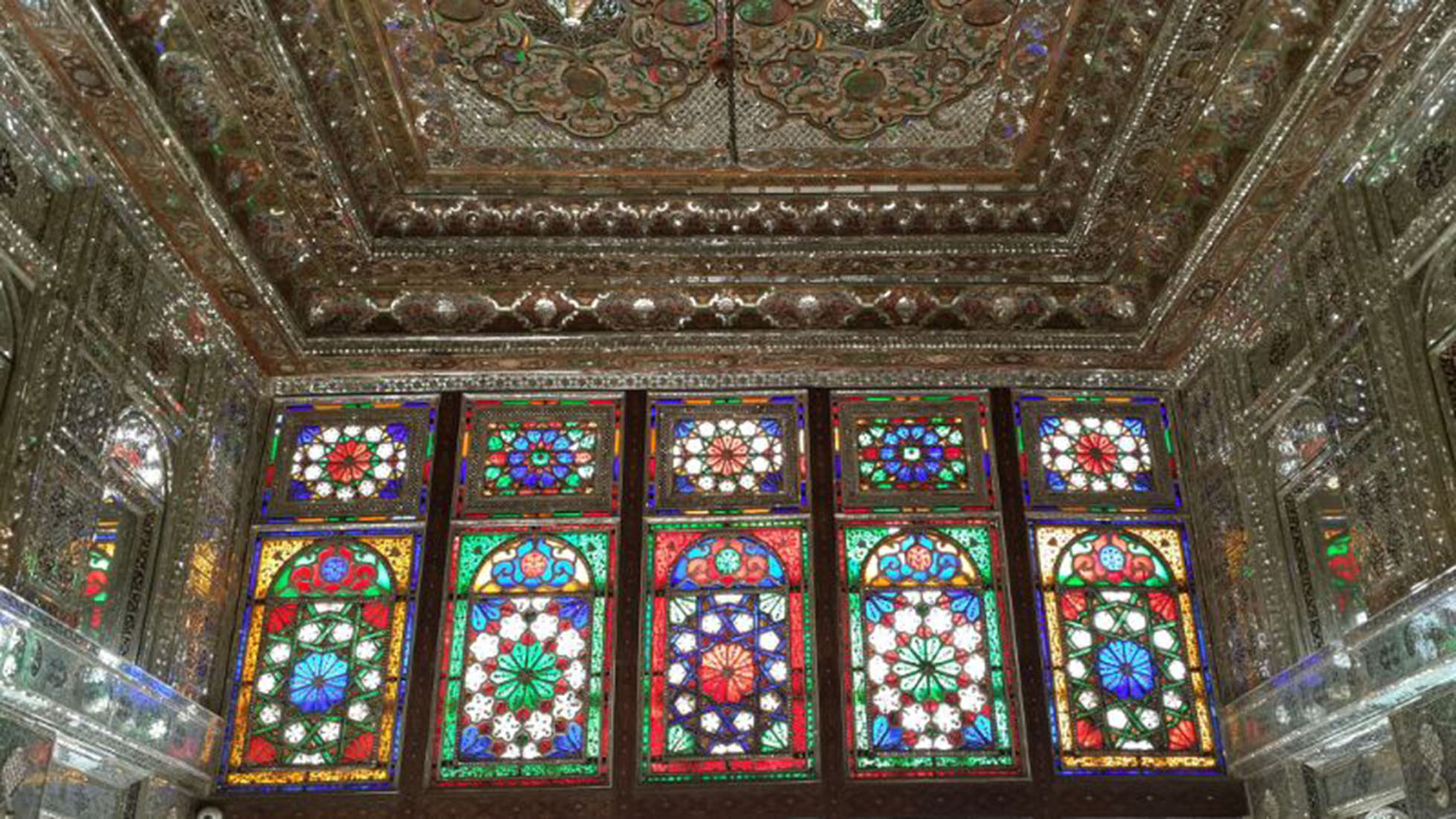
نارنجستان قوام در شیراز
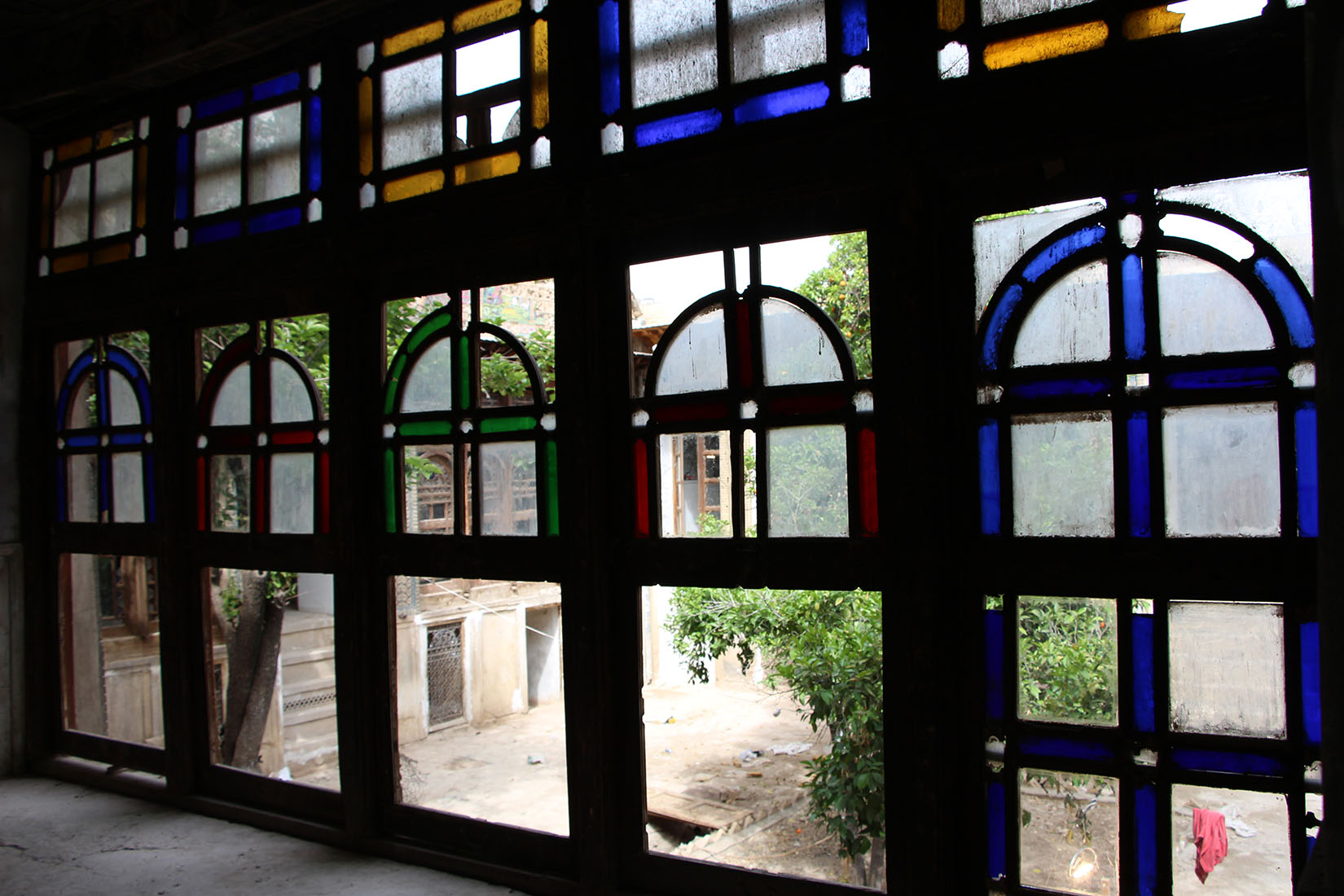
خانه توحیدی در محله سنگ سیاه شیراز